# Walter Venus
Il Walter Venus era un motore aeronautico radiale 7 cilindri raffreddato ad aria prodotto dalla cecoslovacca Walter Engines a.s. negli anni trenta.
Il Venus faceva parte di una famiglia di motori radiali, sviluppata per sostituire la precedente famiglia degli NZ, che si differenziavano tra loro solamente nella quantità di cilindri adottando molte componenti meccaniche comuni:
- Vega - 5 cilindri
- Venus - 7 cilindri
- Mars - 9 cilindri

Il Venus, come tutta la serie, adottava delle soluzioni tecniche comuni ad altri motori radiali della sua epoca quali l'adozione della distribuzione a valvole in testa e la trasmissione diretta del moto all'elica.

## Velivoli utilizzatori
Cecoslovacchia
- Aero A-134

 Italia
- Breda Ba.15
- Savoia-Marchetti S.56

 Lituania
- ANBO V